# Piqueria trinervis
Piqueria trinervis es una especie de planta herbácea americana perteneciente a la familia de las asteráceas, ampliamente utilizada por sus propiedades medicinales.

## Descripción
Es una planta herbácea, a veces ligeramente leñosa y ramificada que llega a medir hasta 1,3 m de altura, con pocos pelillos cortos. Las hojas son alargadas y son más anchas en la base, con tres nervios muy marcados a lo largo de la hoja. Tiene un ramillete de flores blancas y pequeñas. Los frutos son también pequeños.

## Distribución y hábitat
Especie originaria de México. Habita en climas cálido, semiseco y templado desde los 1000 hasta los 3000 metros. Planta silvestre que en ocasiones crece a orilla de los ríos, en bosques tropicales caducifolios y subcaducifolio, matorral xerófilo, bosque espinoso, pastizal, bosques de encino, de pino, mixto de encino-pino, pino-encino y bosque de juniperus.

## Propiedades
Piqueria trinervia es utilizada en desórdenes digestivos como infecciones intestinales, deposiciones o diarreas, tifus. Principalmente es usada para el empacho en la región centro del país, en estados como Hidalgo, Estado de México, Michoacán y Tlaxcala, esta enfermedad se describe como indigestión o ahíto. Para curarla se prepara una infusión con las flores y la hoja. Si el empacho es de leche, entonces la raíz se pica, se hierve y se toma hasta que obre bien el niño. De igual manera es empleada para el dolor de estómago, se le puede agregar sal o azúcar y tomarla caliente. Contra la disentería en adultos o cuando los niños obran verde, se cuece la planta con tequezquite quemado, se toma hasta que desaparezcan las molestias.
Otros padecimientos en los que se emplean sus propiedades medicinales son resfrío, catarro; para acelerar el parto, reumas, lavar heridas, sarampión,  dolor de oídos, así como para el espanto y mal aire.
También se utiliza para aplicar lavativas, en inflamaciones, para malestares provocados por la baba cuando les brotan los dientes a los niños, como estimulante y purgante, contra lombrices y el paludismo.

## Historia
El Códice Florentino, en el siglo XVI menciona su utilidad para: bajar la fiebre.
Juan de Esteyneffer, a inicios del siglo XVIII refiere su uso para: el humor colérico. Vicente Cervantes, a fines del mismo siglo la refiere como: aromática, estomática y febrífuga; y para curar los tabardillos y fiebres ardientes.
A finales del siglo XIX, el Instituto Médico Nacional la relata como: antipalúdico y antitérmico.
En el siglo XX, Maximino Martínez señala los usos siguientes: antipirético, antirreumático, cálculos de la vesícula, emético, enfermedades exantemáticas y para el pasmo. Luis Cabrera la indica para: la bronquitis, enfermedades exantemáticas, fiebre tifoidea, gastralgia, neumonía, tifus exantemático. Finalmente, la Sociedad Farmacéutica de México la consigna como: antipalúdico, antipirético y para el tifus exantemático.

## Taxonomía
Piqueria trinervis fue descrita por Antonio José de Cavanilles  y publicado en Icones et Descriptiones Plantarum 3(1): 19, t. 235. 1794[1795].
Sinonimia
- Ageratum febrifugum Sessé & Moc.
- Ageratum febrifugum Sessé ex DC.
- Mikania anomala M.E.Jones
- Piqueria luxurians (Kuntze) Volkens
- Piqueria serrata var. angustifolia B.L.Rob. & Greenm.
- Piqueria trinervia var. luxurians Kuntze[5]

## Nombres comunes
- Hierba de San Nicolás, Altareina, Cabello blanco de tierra, flor de San Nicolás, raíz de San Nicolás, San Nicolás, tabardillo;
- En México: xoxonitztal, hierba del tabardillo, yoloxiltic.[6]